# Georgi Danelia
Georgi Nikolaievic Danelia (georgiano:გიორგი დანელია , cirílico:Георгий Николаевич Данелия)(Tibliss, 25 de agosto de 1930 - Moscou, 4 de abril de 2019) foi um cineasta russo com ascendência georgiana. Nascido em Tbilisi em 25 de agosto de 1930, se tornou conhecido, ainda na União Soviética, por suas comédias de tom triste.